# Tangled Up in Blue
Tangled Up in Blue è un brano musicale scritto ed eseguito dal cantautore statunitense Bob Dylan, incluso nell'album Blood on the Tracks del 1975. Pubblicata su singolo (B-side: If You See Her, Say Hello), la canzone raggiunse la posizione numero 31 nella classifica Billboard Hot 100. La rivista Rolling Stone ha inserito il brano alla posizione numero 68 nella lista delle 500 migliori canzoni di sempre da loro redatta.

## Il brano
Tangled Up in Blue è uno dei più chiari esempi del tentativo da parte di Dylan di scrivere canzoni "multi-dimensionali" che definiscano concetti indefinti di spazio e tempo. All'epoca Dylan era influenzato dai suoi studi sulla pittura e sulla corrente artistica del Cubismo, che si prefiggeva di rappresentare figurativamente la realtà incorporando punti prospettici diversi all'interno di un singolo punto di vista. Neil McCormick nel 2003 definì la canzone: "Un'epopea davvero straordinaria del personale, una narrazione inaffidabile scavata fuori da ricordi passati come un musical su Proust della durata di cinque minuti e mezzo". Nel corso di un'intervista del 1978, Dylan spiegò lo stile di scrittura impiegato nel brano: «Quello che c'è di diverso è la presenza di un codice tra le parole del testo, ed inoltre non c'è un senso del tempo. Non c'è rispetto per esso. Hai ieri, l'oggi e il domani tutti insieme nella stessa stanza, e c'è veramente poco da immaginare che non stia succedendo».
Il testo è alle volte di difficile decifrazione, ma l'argomento della canzone sembra essere (come nella maggior parte dell'album) il racconto di un amore ormai finito, anche se non per scelta.
Dylan riscrisse più volte il testo del brano, persino anche dopo la pubblicazione della canzone sul disco. Per esempio, la versione dal vivo contenuta nell'album Real Live ha un testo radicalmente differente. Nella prima versione incisa in studio a New York nel settembre 1974, Dylan cantava alcune strofe in terza persona, in contrasto con il punto di vista personale in prima persona della versione presente in Blood on the Tracks. Secondo Bob Dylan, la versione migliore della canzone è quella inclusa nell'album Real Live del 1984. Inoltre, egli affermò come per creare la canzone ci fossero voluti "dieci anni di vita e altri due per comporla".

## Tracce singolo
Columbia 3-10106
1. Tangled Up in Blue - 5:31
2. If You See Her, Say Hello - 4:46

## Cover e riferimenti
Tangled Up In Blue è stata reinterpretata da numerosi artisti, tra i quali: Great White, Jerry Garcia, Dickey Betts & Great Southern, Mike McClure, The Byrds, Half Japanese, Robyn Hitchcock, Indigo Girls, Kim Larsen, KT Tunstall, Ani Difranco, The String Cheese Incident, Jennifer Charles & The Whitlams.
Nella canzone degli Hootie & the Blowfish intitolata Only Wanna Be with You, Darius Rucker canta: «Yeah I'm tangled up in blue / Only wanna be with you / You can call me your fool / Only wanna be with you». Inoltre il ritmo del pezzo sembra essere ispirato alla canzone stessa di Dylan.
La band Cameo apriva spesso i suoi concerti con una versione funk di Tangled Up In Blue. Barb Jungr e Louis Durra ne hanno inciso delle versioni jazz.
Il presentatore televisivo belga Bart Peeters, anche cantautore, fece una versione in olandese del brano modificando il testo originale in modo da rispecchiare la sua storia dell'incontro con la moglie. Il titolo di questa versione è Prachtig in het blauw.
Il musicista country texano Hayes Carll incluse il verso: «You was openly frustrated / you said Dylan's overrated / while singing Tangled Up In Blue» nella sua canzone del 2011 Another Like You.